# Плёк-сюр-Лье
Плёк-сюр-Лье (фр. Plœuc-sur-Lié, брет. Ploheg) — ассоциированная коммуна во Франции, находится в регионе Бретань. Департамент — Кот-д’Армор. Входит в состав кантона Плентель. Округ коммуны — Сен-Бриё.
1 января 2016 года объединилась с коммуной Л’Эрмитаж-Лорж в новую коммуну Плёк-Л’Эрмитаж.
Код INSEE коммуны — 22203.

## География
Коммуна расположена приблизительно в 380 км к западу от Парижа, в 85 км западнее Ренна, в 19 км к югу от Сен-Бриё.

## Население
Население коммуны на 2008 год составляло 3224 человека.
| 1962 | 1968 | 1975 | 1982 | 1990 | 1999 | 2008 |
| ---- | ---- | ---- | ---- | ---- | ---- | ---- |
| 2904 | 2932 | 2901 | 3009 | 2932 | 2937 | 3224 |

## Экономика
В 2007 году среди 1860 человек в трудоспособном возрасте (15—64 лет) 1342 были экономически активными, 518 — неактивными (показатель активности — 72,2 %, в 1999 году было 66,2 %). Из 1342 активных работали 1259 человек (670 мужчин и 589 женщин), безработных было 83 (39 мужчин и 44 женщины). Среди 518 неактивных 146 человек были учениками или студентами, 188 — пенсионерами, 184 были неактивными по другим причинам.

## Достопримечательности
- Замок Корбьер (1545—1764 годы)
- Усадьба Терт (1689 год)
- Усадьба Виль-Руо (XVIII век)
- Усадьба Ланд-Вало (XVII—XVIII века)
- Усадьба Вьёвиль (XVII век)
- Фонтан Сент-Элуа (XVII век)
- Менгир Бейо (эпоха неолита)
- Несколько водяных мельниц